# Mobilne aplikacije
Mobilne aplikacije  su aplikacijske programske podrške za pametne telefone, tablet računala i druge mobilne uređaje.
Prvobitno su služile za brzu provjeru elektroničke pošte, ali je njihova velika potražnja dovela do proširenja i na druga područjima kao što su na primjer navigacijski uređaji, igrice za mobitele, gledanje video sadržaja ili pretraživanje interneta.
Mobilne aplikacije mogu rabiti korisnici tzv. pametnih mobitela kao primjerice iPhone, BlackBerry uređaji i drugi android mobiteli.
Tržište mobilnih aplikacija je tijekom 2010. generiralo 5,2 milijarde dolara prometa i u strmom je porastu. Oko dvije trećine tog iznosa ide programerima mobilnih aplikacija.

## Vanjske poveznice
- Gadgeterija  Arhivirana inačica izvorne stranice od 9. lipnja 2015. (Wayback Machine)